# 峴山龍屬
峴山龍屬（學名：Xianshanosaurus）是蜥腳下目恐龍的一屬，化石發現於中國河南省，地質年代為白堊紀早期。模式種是史家溝峴山龍（X. shijiagouensis），是在2009年被敘述、命名，與偷蛋龍科的洛陽龍發表於同一篇論文上。